# Heligoland
Heligoland (с англ. — «Гельголанд») — пятый студийный альбом британского коллектива Massive Attack, вышедший 8 февраля 2010 года.

## Об альбоме
Летом 2008 года группа начала выступать с песнями из нового альбома. Участники заявляли, что альбом уже «почти готов», но они не хотят торопиться с его выпуском.
В записи альбома приняли участие такие музыканты, как Хорас Энди (Horace Andy), который долго сотрудничает с Massive Attack, Тунде Адебимпе (Tunde Adebimpe) из TV on the Radio, Деймон Албарн (Damon Albarn), Хоуп Сандовал (Hope Sandoval), Гай Герви (Guy Garvey) и Мартина Топли-Бёрд (Martina Topley-Bird).
Некоторые песни с этого альбома можно было услышать до его выхода на пластинке «Splitting the Atom» (EP), которая доступна для прослушивания на официальном сайте группы Архивная копия от 14 декабря 2009 на Wayback Machine.

## Список композиций
1. Pray for Rain (вокал: Tunde Adebimpe)
2. Babel (вокал: Мартина Топлей-Бёрд)
3. Splitting the Atom (вокал: Daddy G, Хорас Энди и Роберт «3D» Дель Ная)
4. Girl I Love You (вокал: Хорас Энди)
5. Psyche (вокал: Мартина Топлей-Бёрд)
6. Flat of the Blade (вокал: Guy Garvey)
7. Paradise Circus (вокал: Хоуп Сандовал)
8. Rush Minute (вокал: Роберт «3D» Дель Ная)
9. Saturday Come Slow (вокал: Деймон Албарн)
10. Atlas Air (вокал: Роберт «3D» Дель Ная)

Deluxe Edition (бонус треки с сети iTunes)
1. «Paradise Circus» (Gui Boratto Remix) — 8:08
2. «Fatalism» (Ryuichi Sakamoto и Yukihiro Takahashi Remix) (вокал: Guy Garvey) — 4:54
3. «Girl I Love You» (She Is Danger Remix) — 5:00
4. «Paradise Circus» (Breakage’s Tight Rope Remix) — 4:46
5. «United Snakes» — 9:44
6. «Pray for Rain» (Tim Goldsworthy Remix) — 7:28

### Рабочие названия треков
Так как выступления Massive Attack с песнями этого альбома начались задолого до выхода его студийной версии, некоторые композиции стали известны под их рабочими названиями:
- Atlas Air известна как Marakech или Marrakesh
- Flat of the Blade известна как Bulletproof Love
- Paradise Circus известна как Harpsichord
- Girl I Love You известна как 16 Seater